# Яцько Юрій Вікторович
Юрій Вікторович Яцько — головний сержант Збройних сил України, командир вогневого взводу 80-тої десантно-штурмової бригади, учасник російсько-української війни, відзначився у ході російського вторгнення в Україну.

## Нагороди
- орден «За мужність» III ступеня (2022) — за особисту мужність і самовіддані дії, виявлені у захисті державного суверенітету та територіальної цілісності України, вірність військовій присязі.